# The Trail of Shadows
The Trail of Shadows é um filme de faroeste norte-americano de 1917 dirigido por Edwin Carewe, com roteiro escrito por June Mathis, baseado em uma história de Oscar A. C. Lund.

## Elenco
- Emmy Wehlen ... Sylvia Mason
- Eugene Strong ... Henry Hilliard
- Harry Northrup ... Jack Leslie (como Harry S. Northrup)
- Frank Currier ... Mr. Mason
- Fuller Mellish ... Padre Constantine
- Kate Blancke ... Mrs. Hilliard
- Alice McChesney ... Clara Hilliard (como Alice MacChesney)
- De Jalma West ... Sargento Keen